# Eleição presidencial no Chile em 2017
A eleição presidencial no Chile em 2017 foi realizada em 19 de novembro de 2017, em conjunto com as eleições de deputados e senadores e as eleições de conselheiros regionais. As primárias presidenciais, ocasionadas para a escolha dos candidatos de cada coalizão foram realizadas em 2 de julho, sendo que dentre as alianças registradas no Serviço Eleitoral do Chile, somente a Frente Ampla e a Chile Vamos optaram por participar.
Como nenhum dos candidatos ultrapassou o patamar necessário de 50% dos escrutínios acrescido de um voto nominal, houve a necessidade de um segundo turno eleitoral, que foi realizado em 17 de dezembro entre o ex-presidente Sebastián Piñera, pertencente ao bloco de oposição Chile Vamos e o senador Alejandro Guillier, da coalizão governista A Força da Maioria.
Sebastián Piñera venceu no segundo turno com 54.57% dos votos válidos.

## Legislação
Segundo a Constituição chilena, podem exercer o direito ao sufrágio aqueles que são considerados cidadãos, isto é, os maiores de 18 anos de idade que não tenham sido condenados a uma pena superior a 3 anos de prisão. A norma legal do país indica que "nas votações populares o sufrágio será pessoal, igualitário, secreto e voluntário". Desde janeiro de 2012, a inscrição no Registro Eleitoral é automática. Porém, o direito a votar é suspenso por interdição em caso de demência, por achar-se acusado de um delito que mereça pena superior a 3 anos de detenção ou de delito por terrorismo, e ainda por sanção do Tribunal Constitucional (em conformidade ao artigo 19 número 15 inciso 7.º da Constituição Chilena).

## Definição de candidaturas

### Eleições primárias

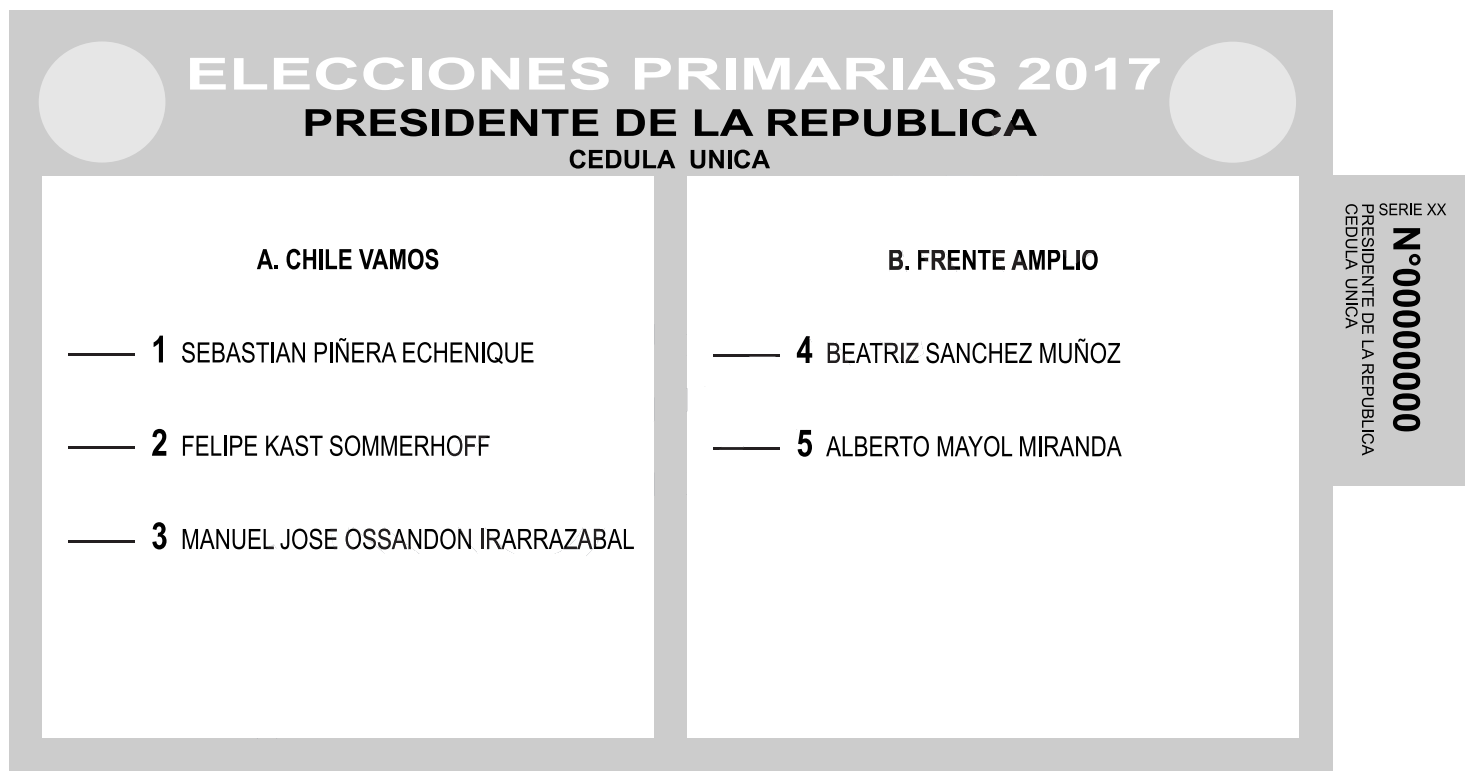
Fac-símile da cédula destinada a pessoas não inscritas em partidos políticos durante a eleição primária.

Pela segunda vez em sua história eleitoral, o Chile realizou eleições primárias oficiais, organizadas pelo Serviço Eleitoral. Anteriormente, só a Coalizão de Partidos pela Democracia organizava primárias, ainda que só a de 1999 foi realizada de forma direta e a nível nacional.
Até abril de 2017 a Nova Maioria realizaria primárias presidenciais, no entanto algumas decisões dos partidos políticos foram tornando as mesmas inviáveis. Com isso, os candidatos dos partidos da coalizão que disputariam as primárias - Alejandro Guillier e Carolina Goic - irão disputar diretamente o primeiro turno da eleição presidencial.
| #?                                           | #?                                      | Candidato                               | Candidato                               | Partido                                 | Apoio político                          | Votos      | % Coalizão   | % Total |
| -------------------------------------------- | --------------------------------------- | --------------------------------------- | --------------------------------------- | --------------------------------------- | --------------------------------------- | ---------- | ------------ | ------- |
|                                              | A1                                      |                                         | Sebastián Piñera Echenique              | Ind.                                    | RN/UDI/PRI                              | 827 434    | 58,36%       | 45,57%  |
|                                              | A2                                      |                                         | Felipe Kast Sommerhoff                  | EVOP                                    | Evolução Política                       | 218 489    | 15,40%       | 12,01%  |
|                                              | A3                                      |                                         | Manuel José Ossandón                    | Ind.                                    | Independente                            | 372 215    | 26,24%       | 20,62%  |
| Total de votos da Coalizão Chile Vamos       | Total de votos da Coalizão Chile Vamos  | Total de votos da Coalizão Chile Vamos  | Total de votos da Coalizão Chile Vamos  | Total de votos da Coalizão Chile Vamos  | Total de votos da Coalizão Chile Vamos  | 1 418 138  | 100%         | 81,22%  |
|                                              | B4                                      |                                         | Beatriz Sánchez Muñoz                   | Ind.                                    | RD/PH/POD/PL/PEV                        | 221 416    | 67,56%       | 12,26%  |
|                                              | B5                                      |                                         | Alberto Mayol Miranda                   | Ind.                                    | Partido Igualdade                       | 106 300    | 32,44%       | 5,88%   |
| Total de votos da Coalizão Frente Amplo      | Total de votos da Coalizão Frente Amplo | Total de votos da Coalizão Frente Amplo | Total de votos da Coalizão Frente Amplo | Total de votos da Coalizão Frente Amplo | Total de votos da Coalizão Frente Amplo | 327 716    | 100%         | 18,78%  |
| Total de votos válidos nas primárias         | Total de votos válidos nas primárias    | Total de votos válidos nas primárias    | Total de votos válidos nas primárias    | Total de votos válidos nas primárias    | Total de votos válidos nas primárias    | 1 745 854  | 96,35%       | 96,35%  |
| Votos nulos                                  | Votos nulos                             | Votos nulos                             | Votos nulos                             | Votos nulos                             | Votos nulos                             | 57 945     | 3,20%        | 3,20%   |
| Votos em branco                              | Votos em branco                         | Votos em branco                         | Votos em branco                         | Votos em branco                         | Votos em branco                         | 8 278      | 0,46%        | 0,46%   |
| Total de votos emitidos                      | Total de votos emitidos                 | Total de votos emitidos                 | Total de votos emitidos                 | Total de votos emitidos                 | Total de votos emitidos                 | 1 812 077  | 100%         | 100%    |
| Total eleitoral                              | Total eleitoral                         | Total eleitoral                         | Total eleitoral                         | Total eleitoral                         | Total eleitoral                         | 13 307 439 | Participação | 13,61%  |
| Resultados: 100% das mesas apuradas (Servel) |                                         |                                         |                                         |                                         |                                         |            |              |         |

### Candidaturas descartadas
- Marcel Claude (ind.): Depois de seu afastamento da coalizão Todos à Moneda — que o apoiou na eleição presidencial de 2013 —, Claude anunciou uma candidatura presidencial independente, sujeita a eleições primárias "cidadãs", que seriam realizadas em 21 de novembro de 2016. Entretanto, o economista não coletou as assinaturas suficientes para poder se candidatar de forma independente.[3]
- Carola Canelo (ind.): A advogada, conhecida por suas entrevistas em televisão onde era crítica ao governo e aos partidos de esquerda por não garantir, a seu julgamento, o direito à educação, anunciou sua candidatura em 14 de novembro de 2016, iniciando o processo de coleta de assinaturas. Não conseguiu coletar as assinaturas suficientes, ficando assim fora da eleição.[4]
- Tomás Jocelyn-Holt (ind.): Manifestou sua intenção de postular-se pela segunda vez à Presidência numa entrevista ao jornal La Nación, realizada em 17 de novembro de 2016. No entanto, em 15 de agosto de 2017 informou que não tinha conseguido as assinaturas suficientes para apresentar sua candidatura.[5][6]
- Nicolás Larraín (ind.): O apresentador de televisão e locutor anunciou sua candidatura presidencial em 12 de dezembro de 2016, a qual seria parte do processo de primárias do partido Todos. No entanto, em 19 de junho anunciou que desistia de sua pré-candidatura para se integrar à pré-candidatura de Felipe Kast, derrotado nas primárias da Chile Vamos.[7][8]
- Roxana Miranda (Andha): A candidata presidencial pelo Partido Igualdade em 2013 e atual líder do partido ANDHA Chile anunciou em 21 de maio sua candidatura numa marcha pela Alameda Bernardo Ou'Higgins em Santiago. No entanto, não conseguiu coletar as assinaturas suficientes para aparecer na papeleta de novembro.[9]
- Franco Parisi (ind.): O economista anunciou em março de 2015 sua possível candidatura independente à Presidência do país pela segunda eleição consecutiva, reiterando isto em janeiro de 2017, obtendo o apoio da partido Democracia Regional Patagónica. Em 4 de abril oficializou sua candidatura, somando o apoio dos movimentos Unidos na Fé, Anticorrupción, Poder da Gente e Chile Cuida-te. No entanto, em 4 de agosto anunciou que não continuaria com sua candidatura, procurando um posto no Senado, o qual também não prosperou.[10][11][12][13]
- Lily Pérez (Amplitude): Seu partido tem manifestado a intenção de levar um candidato próprio a uma eventual primária presidencial da coalizão. Lily Pérez manifestou no final de 2014 a possibilidade de realizar primárias, enfrentando Andrés Velasco. No entanto, em dezembro de 2016 a senadora negou ter intenção de iniciar sua pré-candidatura presidencial, para privilegiar a busca da reeleição em sua circunscrição. Seu partido acabou anunciando apoio ao candidato Sebastián Piñera, da coalizão Chile Vamos.[14][15][16]
- Luis Riveros (ind.): O ex-reitor da Universidade do Chile anunciou uma candidatura "cidadã" à primeira magistratura em 28 de outubro de 2016. Embora seja próximo ao PRSD, seria candidato de forma independente. Em abril de 2017 descartou sua candidatura, optando por seguir como Grande Maestro da Grande Loja de Chile, porque "se estava a cargo da instituição não podia em paralelo ter uma candidatura".[17][18][19]
- Nicolás Shea (Todos): O presidente do partido Todos anunciou em abril de 2017 que lançaria sua pré-candidatura por esse partido, num processo ainda não especificado que enfrentaria Nicolás Larraín. Mas, de acordo com o jornal El Mercurio, através de seu sítio na internet Emol, indicou que "O fundador da Start-up Chile procurava chegar à presidência com o partido político Todos, ainda que este finalmente optou por competir somente por candidaturas no Congresso e em alguns Conselhos Regionais".
- Sebastián Sichel (Cidadãos): Em novembro de 2016 foi proposto por seu partido para representá-lo numa eventual primária com a Amplitude e a Rede Liberal. Sichel aceitou, "sempre e quanto tenha um projecto concreto que liderar". Sua candidatura seria inviável, posto que seu partido está em processo de dissolução legal por não conseguir a quantidade de militantes mínima para sua existência.[20][21]
- Andrés Velasco Brañes (Cidadãos): Foi mencionado como candidato presidencial em 2016 por parte de Juan José Santa Cruz, membro de seu partido. No entanto, em fins de 2016, Velasco descartou iniciar uma pré-candidatura presidencial, abrindo à possibilidade de procurar uma candidatura no Congresso.[22][23]

## Candidatos
A seguir, estão os candidatos participantes na eleição, ordenados segundo a forma em que aparecerão na cédula eleitoral, de acordo com o sorteio realizado pelo Serviço Eleitoral no dia 14 de setembro de 2017.
| Foto | Candidato(a)                                           | Apoio político                 | Notas |
| ---- | ------------------------------------------------------ | ------------------------------ | --- |
|      | Carolina Goic Senadora (PDC)                           | PDC                            | Depois de sua eleição como presidente do Partido Democrata Cristão em janeiro de 2017, diversos militantes se manifestaram a favor de sua pré-candidatura à presidência do Chile, embora tenha descartado tal hipótese em diversas ocasiões. No entanto, em fevereiro de 2017, Goic afirmou, em entrevista ao La Tercera que assumia "o desafio de ser candidata presidencial da DC", sendo proclamada pela Junta Nacional de seu partido em 11 de março. Em 29 de abril, a Junta Nacional do partido decidiu que a candidatura de Goic seria apresentada diretamente no primeiro turno eleitoral volta, excluindo o partido das primárias presidenciais da Nova Maioria. Com isso, rompeu-se a coalizão eleitoral do PDC com o bloco PS-PPD-PRSD (até 2012, a Concertación) depois de 28 anos. - Inscrição de pré-candidatura: 11 de maio de 2017. - Inscrição de candidatura: 19 de agosto de 2017. - Slogan de campanha: "Eu me atrevo." ("Yo me atrevo.") |
|      | José Antonio Kast Deputado (Independente)              | —                              | Em setembro de 2015 anunciou sua intenção de competir numa eventual primária da Chile Vamos. Em 31 de maio de 2016 se desfiliou da UDI, dentre outras razões, para continuar com suas aspirações presidenciais. Desde então começou a coletar assinaturas para homologar sua candidatura independente. Em 1º de abril de 2017 anunciou que conseguira mais de 30 000 assinaturas para ser candidato à Presidência. Em 14 de setembro recebeu o respaldo do partido político ainda em formação "Unidos na Fé". - Inscrição de candidatura: 18 de agosto de 2017. - Slogan de campanha: "Para voltar a crer." ("Para volver a creer.") |
|      | Sebastián Piñera Ex-Presidente do Chile (Independente) | Chile Vamos Amplitud           | Piñera manifestou desde 2014 suas intenções de voltar a competir em 2017, sendo desde então o político melhor posicionado para enfrentar a eleição segundo diferentes pesquisas de opinião. Piñera adiou sua decisão para março de 2017, apesar de receber a pressão dos partidos da coalizão e de seu potencial rival da Chile Vamos, Manuel José Ossandón. Em 17 de dezembro de 2016 foi proclamado pelo Partido Regionalista Independente como seu candidato presidencial. Em 21 de março, num ato realizado no Parque Quinta Normal, Piñera lançou oficialmente seu pré-candidatura presidencial. Em 24 de março recebeu o apoio da União Democrática Independente, enquanto que a Renovação Nacional também anunciou apoio no dia seguinte. Como vencedor das primárias realizadas em 2 de julho, Piñera somou o respaldo do partido Evolução Política. Em 8 de julho recebeu o apoio do partido Amplitude, pertencente à coalizão Somemos. - Inscrição de candidatura: Inscrição automática pela vitória nas primárias da coalizão Chile Vamos. - Slogan de campanha: "Tempos melhores." ("Tiempos mejores.") |
|      | Alejandro Guillier Senador (Independente)              | PRSD PS PPD PCCh IC MAS-R PLIR | Desde meados de 2016 é apontado como um dos candidatos mais competitivos dentro da Nova Maioria para a eleição presidencial de 2017, recebendo apoios de vários políticos da coalizão. Aproveitando esta circunstância, o PRSD utilizou a Guillier como rosto de apoio a seus candidatos nas eleições municipais de outubro de 2016, e posteriormente o proclamou oficialmente como pré-candidato presidencial em seu Conselho Geral realizado em 7 de janeiro de 2017. Em 9 de abril, e depois de uma votação de seu Comité Central, o Partido Socialista decidiu entregar-lhe seu respaldo. Anteriormente, os partidos Esquerda Cidadã e MAS Região também tinham anunciado seu apoio à candidatura de Guillier. Em 30 de abril, o Partido Comunista anunciou iria proclamar o apoio à sua candidatura, situação que ocorreu em 7 de maio. O partido Pela Integração Regional, que não pertence formalmente à Nova Maioria, também lhe entregou sua respaldo. Apesar de contar com o apoio de partidos legalmente constituídos, por ser independente não pode se apresentar como candidato presidencial respaldado por algumas destas (salvo que o faça como vencedor de primárias legais), pois segundo uma resolução que emitiu o Conselho Diretor do SERVEL, deveria se inscrever em algum deles ou juntar assinaturas para se apresentar como candidato no primeiro turno; Guillier optou por esta última opção, o qual comunicou em 30 de abril, num vídeo onde lamentou a não realização do processo de primárias, que ficou descartado ao não ter competidores que estejam dispostos a participar. Em 13 de maio, o Partido pela Democracia decidiu proclamá-lo como seu candidato. - Inscrição de candidatura: 4 de agosto de 2017. - Slogan de campanha: "O Presidente da gente." ("El Presidente de la gente.") |
|      | Beatriz Sánchez Jornalista (Independente)              | Frente Ampla                   | A jornalista foi questionada pelo partido Poder para propor-lhe uma pré-candidatura presidencial, a qual descartou mediante uma mensagem no Twitter em 13 de janeiro. No entanto, depois de uma reunião com a Revolução Democrática e o Movimento Autonomista, decidiu considerar uma pré-candidatura presidencial, deixando temporariamente seu trabalho na Rádio A Chave, decisão que comunicou publicamente em 21 de março. Em 3 de abril oficializou sua candidatura num ato realizado na praça Baquedano. Em 16 de abril, o Partido Humanista oficializou apoio a sua candidatura, enquanto que em 9 de maio — mediante uma votação eletrônica entre seus militantes — o partido Poder também anunciou apoio à Sánchez. Anteriormente, a Esquerda Libertária também lhe tinha entregado seu respaldo. Em 14 de maio foi proclamada como candidata pela Esquerda Autônoma. Em 29 de maio o Partido Liberal entregou-lhe seu apoio. O Movimento Democrático Progressista também lhe entregou seu apoio. Em 6 de junho, o Partido Ecologista Verde decidiu somar-se aos apoios à candidata. Depois das primárias realizadas pelo SERVEL, o Partido Igualdade somou-se à campanha com representantes na equipe política. - Inscrição de candidatura: Inscrição automática pela vitória nas primárias da coalizão Frente Ampla. - Slogan de campanha: "O poder de muitos." ("El poder de muchos.") |
|      | Marco Enríquez-Ominami Ex-Deputado (PRO)               | PRO                            | Em dezembro de 2013, o fundador do Partido Progressista anunciou que será candidato pela terceira vez à presidência da República. Apesar de estar envolvido no Caso SQM, não desistiu de sua candidatura, a qual se mostrou encolhida conforme algumas pesquisa de opinião realizadas no final de 2016. A insistência na candidatura foi o ponto de desacordo que impediu que o PRO integrasse a Frente Ampla. - Inscrição de pré-candidatura: 19 de maio de 2017. - Inscrição de candidatura: 20 de agosto de 2017. - Slogan de campanha: "Chile dos livres." ("Chile de los libres.") |
|      | Eduardo Artés Professor (UPA)                          | UPA                            | O líder histórico do Partido Comunista (Ação Proletária) e atual presidente da União Patriótica, será candidato presidencial por este último para a eleição de 2017, depois de ter conseguido a quantidade de filiados exigida pelo Serviço Eleitoral. Em 28 de junho de 2017 foi criada a Mesa de Esquerda Popular, conformada pelos seguintes partidos e colectividades que apoiam a candidatura de Artés: União Patriótica (UPA), Partido Comunista (Acção Proletaria) (PC(AP)), Partido Constituinte, Movimento Patriótico Manuel Rodríguez (MPMR), Os Filhos de Mafalda, Construindo Socialismo (CS) e Todos à Moneda (TALM) Santiago. - Inscrição de candidatura: 22 de julho de 2017. - Slogan de campanha: "Para refundar o Chile." ("A refundar Chile.") |
|      | Alejandro Navarro Senador (País)                       | País                           | Em novembro de 2016, aceitou a solicitação de seu partido de ser pré-candidato para uma eventual primária da coalizão Frente Ampla. Em 18 de janeiro, o deputado Gabriel Boric e outros integrantes da coalizão deram um ultimato ao partido País para retirar a pré-candidatura de Navarro, caso contrário o partido seria retirado da Frente, o que realmente ocorreu. Em 24 de março de 2017, Navarro anunciou sua candidatura presidencial, respaldada pelo partido País. - Inscrição de candidatura: 18 de agosto de 2017. - Slogan de campanha: "A força da gente." ("La fuerza de la gente.") |

### Apoios políticos
A seguinte tabela apresenta os candidatos que têm oficialmente suas candidaturas inscritas, os partidos instituídos ou em formação legal e as coalizões que os apoiam. Os pactos estabelecem-se com as listas inscritas nas eleições parlamentares e de conselheiros regionais que realizar-se-ão de forma simultânea.
| Coalizão                    | Partido                                   | Candidato (partido)               |
| --------------------------- | ----------------------------------------- | --------------------------------- |
| Chile Vamos                 | União Democrática Independente            | Sebastián Piñera (Independente)   |
| Chile Vamos                 | Renovação Nacional                        | Sebastián Piñera (Independente)   |
| Chile Vamos                 | Evolução Política                         | Sebastián Piñera (Independente)   |
| Chile Vamos                 | Partido Regionalista Independente         | Sebastián Piñera (Independente)   |
| Somemos                     | Amplitude                                 | Sebastián Piñera (Independente)   |
| Somemos                     | Cidadãos                                  | Sem candidato                     |
| Somemos                     | Todos                                     | Sem candidato                     |
| Coalizão Regionalista Verde | Democracia Regional Patagônica            | Sem candidato                     |
| Coalizão Regionalista Verde | Federação Regionalista Verde Social       | Sem candidato                     |
| Fora do pacto               | Partido dos Trabalhadores Revolucionários | Sem candidato                     |
| Fora do pacto               | União Patriótica                          | Eduardo Artés (UPA)               |
| Fora do pacto               | Pela Integração Regional                  | Alejandro Guillier (Independente) |
| A Força da Maioria          | Partido Radical Social Democrata          | Alejandro Guillier (Independente) |
| A Força da Maioria          | Partido Socialista                        | Alejandro Guillier (Independente) |
| A Força da Maioria          | Partido pela Democracia                   | Alejandro Guillier (Independente) |
| A Força da Maioria          | Partido Comunista                         | Alejandro Guillier (Independente) |
| Convergência Democrática    | MAS Região                                | Alejandro Guillier (Independente) |
| Convergência Democrática    | Esquerda Cidadã                           | Alejandro Guillier (Independente) |
| Convergência Democrática    | Partido Democrata Cristão                 | Carolina Goic (PDC)               |
| Frente Ampla                | Revolução Democrática                     | Beatriz Sánchez (Independente)    |
| Frente Ampla                | Poder                                     | Beatriz Sánchez (Independente)    |
| Frente Ampla                | Partido Humanista                         | Beatriz Sánchez (Independente)    |
| Frente Ampla                | Partido Liberal                           | Beatriz Sánchez (Independente)    |
| Frente Ampla                | Partido Ecologista Verde                  | Beatriz Sánchez (Independente)    |
| Frente Ampla                | Partido Igualdade                         | Beatriz Sánchez (Independente)    |
| Por Todo Chile              | Partido Progressista                      | Marco Enríquez-Ominami (PRO)      |
| Por Todo Chile              | País                                      | Alejandro Navarro (País)          |
| Independentes               | Independente                              | José Antonio Kast (Independente)  |

## Resultados
| P.                                             | Candidato                                 | Candidato               | Part.                   | Apoio político          | 1º Turno   | 1º Turno | 2º Turno   | 2º Turno |
| P.                                             | Candidato                                 | Candidato               | Part.                   | Apoio político          | Votos      |          | Votos      |          |
| ---------------------------------------------- | ----------------------------------------- | ----------------------- | ----------------------- | ----------------------- | ---------- | -------- | ---------- | -------- |
| 1º                                             |                                           | Sebastián Piñera        | Ind.                    | Chile Vamos             | 2 418 540  | 36,64%   | 3 795 896  | 54,57%   |
| 2º                                             |                                           | Alejandro Guillier      | Ind.                    | A Força da Maioria      | 1 498 040  | 22,70%   | 3 160 225  | 45,43%   |
| 3º                                             |                                           | Beatriz Sánchez         | Ind.                    | Frente Ampla            | 1 338 037  | 20,27%   |            |          |
| 4º                                             |                                           | José Antonio Kast       | Ind.                    | Independente            | 523 375    | 7,93%    |            |          |
| 5º                                             |                                           | Carolina Goic           | PDC                     | PDC                     | 387 784    | 5,88%    |            |          |
| 6º                                             |                                           | Marco Enríquez-Ominami  | Progressista            | Progressista            | 376 871    | 5,71%    |            |          |
| 7º                                             | Ficheiro:Eduardo Artés 2017 (cropped).jpg | Eduardo Artés           | União Patriótica        | UP                      | 33 665     | 0,51%    |            |          |
| 8º                                             |                                           | Alejandro Navarro       | País                    | País                    | 23 968     | 0,36%    |            |          |
| Total de votos válidos                         | Total de votos válidos                    | Total de votos válidos  | Total de votos válidos  | Total de votos válidos  | 6 594 022  | 98,42%   | 6 951 512  | 98,91%   |
| Votos nulos                                    | Votos nulos                               | Votos nulos             | Votos nulos             | Votos nulos             | 65 814     | 0,98%    | 56 374     | 0,80%    |
| Votos em branco                                | Votos em branco                           | Votos em branco         | Votos em branco         | Votos em branco         | 39 791     | 0,59%    | 20 032     | 0,29%    |
| Total de votos emitidos                        | Total de votos emitidos                   | Total de votos emitidos | Total de votos emitidos | Total de votos emitidos | 6 600 280  | 100%     | 7 027 988  | 100%     |
| Total eleitoral                                | Total eleitoral                           | Total eleitoral         | Total eleitoral         | Total eleitoral         | 14 347 288 | 100%     | 14 347 288 | 100%     |
| Participação                                   | Participação                              | Participação            | Participação            | Participação            | 46,72%     | 46,72%   | 48,98%     | 48,98%   |
| Resultados: 99,94% das mesas apuradas (Servel) |                                           |                         |                         |                         |            |          |            |          |